# ベニンの国旗

ベニン共和国の国旗

ビアフラ共和国の国旗

ベニンの国旗（英語: Flag of Benin）は、現在のナイジェリアの一部に存在した短命のベニン共和国の国旗である。2/3が黒色、1/3が緑色の水平の二色旗で、かつて存在したビアフラ共和国の国旗に着想を得たデザインであるが、主な違いは、ビアフラの国旗は、赤色、黒色、緑色の三色旗である点である。ビアフラの国旗と同様に、中央に金色の太陽が描かれているが、下に金色の線はない。